# シネマ ドゥ リール
シネマ ドゥ レエル（仏: Cinéma du réel "現実の映画"の意）は、1978年に開催して以来、公共情報図書館(Bibliothèque publique d'information)が主催するドキュメンタリー映画の国際映画祭。

## 概要
フランスの各地で開催される映画祭の中でもとりわけドキュメンタリー映画に特化した国際映画祭として毎年3月にポンピドゥー・センターで開催される。日本からも出展される。